# 商界（第三）功能界別
商界（第三）功能界別是香港立法會選舉功能界別之一，這個界別於2021年香港立法會選舉設立，由原來只有權在選舉委員會界別分組選舉中投票的香港中國企業協會界別分組的成員組成。自2021年香港政治制度改革後，全國人民代表大會常務委員會在立法會功能組別議席新增此界別。

## 選民組成
本功能界別由團體組成。合資格選民為有權在香港中國企業協會的大會上表決的該會的團體成員。
2020年選舉委員會界別分組已登記為投票人的數目為275個團體及29個個人成員。

## 歷任議員
| 上任日期     | 議員  | 政治聯繫 |
| ------------ | ----- | -------- |
| 2022年1月1日 | 嚴 剛 | 獨立     |

## 選舉結果

### 2021年
| 政党         | 政党 | 候选人     | 票数 | %     | ± |
| ------------ | ---- | ---------- | ---- | ----- | - |
|              | 獨立 | Q1. 嚴 剛  | 174  | 61.27 |   |
|              | 獨立 | Q2. 游偉光 | 110  | 38.73 |   |
| 多数票       |      |            |      |       |   |
| 總有效票數   |      |            |      |       |   |
| 無效票       |      |            |      |       |   |
| 投票率       |      |            |      |       |   |
| 登記選民人數 |      |            |      |       |   |